# 许昌日报
《许昌日报》是中华人民共和国河南省许昌市的一份市级报纸。由许昌市委主管、主办。